# Madison Heights (Virginia)
Madison Heights is een plaats (census-designated place) in de Amerikaanse staat Virginia, en valt bestuurlijk gezien onder Amherst County.

## Demografie
Bij de volkstelling in 2000 werd het aantal inwoners vastgesteld op 11.584.

## Geografie
Volgens het United States Census Bureau beslaat de plaats een oppervlakte van
50,6 km², waarvan 49,9 km² land en 0,7 km² water.

## Plaatsen in de nabije omgeving
De onderstaande figuur toont nabijgelegen plaatsen in een straal van 20 km rond Madison Heights.